# 표도르 스몰로프
표도르 미하일로비치 스몰로프(러시아어: Фёдор Миха́йлович Смо́лов, Fyodor Mikhaylovich Smolov, 1990년 2월 9일 ~ )는 디나모 모스크바에서 활약하고 있는 러시아의 축구 선수이다. 2015–16 시즌 러시아 프리미어리그에서 득점왕을 차지하였다.